# The Mummy's Ghost
The Mummy's Ghost è un film del 1944 diretto da Reginald Le Borg.
È il sequel di The Mummy's Tomb, prodotto dalla Universal nel 1942. In Italia il film è inedito nelle sale ed è andato in onda in versione originale sottotitolato nel circuito satellitare.

## Trama

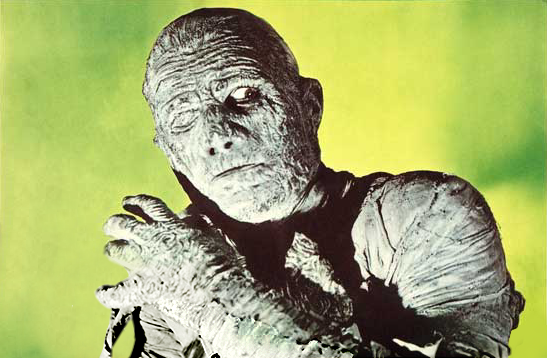

Il sacerdote Yousef Bey si reca in America a recuperare le mummie di Kharis e Ananka, per riportarle in Egitto. Ma a sorpresa scoprirà che in America lo spirito della principessa Ananka si è reincarnato nella bella Amina, della quale si innamorerà suscitando la gelosia di Kharis.